# Bibras Natkho
Bibras Natkho (Kfar Kama, 18 de fevereiro de 1988) é um futebolista isrelense que atua como meia. Atualmente, joga pelo Partizan.

## Carreira

### Hapoel Tel Aviv
Natkho começou nas categorias de base do clube, e se profissionalizou no Hapoel Tel Aviv, em 2006, na mesma época de Ben Sahar. no clube atuou até 2010.

### Rubin Kazan
O israelense mudou para o Rubin Kazan, em 2010, no valor de €650.000 pagos ao Hapoel.

### PAOK
Em 2014, ficou sem contrato com o Rubin Kazan, e assinou livre com o PAOK, no clube de Salônica, atuou apenas meia temporada.

### CSKA Moscou
Para a temporada de 2014, fechou um acordo novamente na Rússia, com o CSKA, por quatro temporadas.

### Olympiakos
Em 2018, acertou sua volta ao futebol grego, agora ao Olympiakos.